# Igreja Matriz do Santíssimo Sacramento
A Igreja Matriz do Santíssimo Sacramento é um templo religioso católico, construído no ano de 1794. Está localizado na cidade de Itaparica, no estado brasileiro da Bahia. É um patrimônio cultural nacional, inserido no tombamento do conjunto arquitetônico, urbanístico e paisagístico de Itaparica, pelo Instituto do Patrimônio Histórico e Artístico Nacional (IPHAN), na data de 28 de abril de 1980, sob o processo de nº 973-T-1978.

## História
A Igreja Matriz do Santíssimo Sacramento foi inaugurada no dia 21 de outubro de 1794, tendo o padre Manoel Cerqueira Torres a frente das obras.
No ano de 1814, a igreja recebeu o nome de Santíssimo Sacramento de Itaparica por Dom João VI, príncipe regente de Portugal na época e, em 1815, a igreja foi elevada a Igreja Matriz.
Em outubro de 1822, houve a aclamação do imperador Dom Pedro I pela recente Independência do Brasil, com uma celebração do Te Deum. A igreja recebeu as visitas de Dom Pedro I em 1826 e de Dom Pedro II em 1859
Entre os anos de 2018 e 2021, a igreja permaneceu fechada para obras de restauração feitas pelo Instituto do Patrimônio Histórico e Artístico Nacional (IPHAN).

## Arquitetura
Edificação com dois pavimentos, construída com cal, pedra e óleo de baleia, em estilo barroco com traços de neoclássico. Possui nave única com corredores laterais estreitos, capela-mor e duas sacristias. No pavimento superior há o coro e as tribunas sobre os corredores da nave. No frontispício, há um frontão no estilo rococó com um óculo central, uma torre sineira. portada principal com verga em arco abatido e todos os vãos possuem moldura de terminação canopial. A cobertura é de telhado de cerâmica. A igreja possui painéis, retratando a ceia e os milagres do Santíssimo, feitas pelo artista José Teófilo de Jesus.